# Califat
Pour les articles ayant des titres homophones, voir Califa et Kalifa.
Cet article possède un paronyme, voir Kalifat.
 (juin 2010).
Si vous disposez d'ouvrages ou d'articles de référence ou si vous connaissez des sites web de qualité traitant du thème abordé ici, merci de compléter l'article en donnant les références utiles à sa vérifiabilité et en les liant à la section « Notes et références ».
Un califat ou khalifat (arabe : خِلافة) est par métonymie le territoire et la population musulmane qui y vit, reconnaissant l'autorité d'un calife (arabe : خليفة, littéralement « un successeur », ici de Mahomet) dans l'exercice politique du pouvoir.
Ce mot sert aussi à désigner le régime politique lui-même et la période pendant laquelle il s'exerce (par exemple, « pendant le califat de Hâroun ar-Rachîd »). À noter toutefois que le terme khalîfa (califat) n’a pas un emploi restreint à cet usage politique dans la langue arabe.
Plusieurs califats ont existé depuis la fondation de l'islam, à la suite des luttes que se livrèrent les différents prétendants au titre de successeur du prophète Mahomet, après les quatre premiers califes, dits « bien guidés ». Les plus importants sont les suivants :
- le califat omeyyade de Damas (exilé à Cordoue) ;
- le califat abbasside de Bagdad (exilé au Caire) ;
- le califat fatimide de Mahdia (puis Le Caire) ;
- le califat ottoman de Constantinople.

## Sources religieuses

### Dans le Coran
Le terme Califat (khalîfa) est employé dans le Coran pour désigner Adam, successeur des Anges et de Dieu ou pour David, roi d’Israël. Il n’a pas le sens technique de chef de la communauté islamique qui ne fut adopté qu’à la mort du prophète Mahomet.
L'usage actuel du terme de Califat pour la communauté musulmane vient des interprétations suivantes : on doit religieusement obéir au prophète et aux autorités (ici morales, ceux à qui il a été accordé la connaissance) (Coran : 4, 59). De là, il semble qu’on puisse en déduire que l’obéissance est due à son successeur (le calife) puisque c’est le représentant de l’umma islamique qui commande le bien et interdit le mal. Son autorité viendrait alors de Dieu, via l’umma. Mais Dieu peut le dépouiller de son pouvoir (Coran 3, 26). Les bons musulmans en outre se consultent sur leurs affaires (Coran : 3, 159 ; 42, 38).
La principale question et source de divergences entre les différents courants théologiques est le sens que l'on donne à ce successeur et éventuellement à son choix (existence du concept après Abou Bakr (Omar ibn al-Khattâb s'étant lui-même fait appeler Amir al mouminin et non Calife), élection parmi les musulmans (sunnite), préférence pour la descendance du prophète, voire via la branche de Hussein ibn Ali (chiite), etc.)

## Les premiers califes (632-661)
À la mort de Mahomet, en 632, un différend naît entre les habitants de Médine et de La Mecque concernant la succession du prophète de l'islam. Certains préfèrent une succession issue de la famille en proposant notamment Ali son gendre et cousin pour lui succéder. Les compagnons s'y opposent et nomment Abou Bakr : le premier calife sera donc Abou Bakr (ou Aboubakar) qui poursuit la conquête de la péninsule d'Arabie. À sa mort en 634, son proche conseiller Omar lui succède. Celui-ci conquiert la Palestine, la Mésopotamie, l'Égypte et la Perse ; en 644, il est poignardé par Abu Lu'lu'a (un esclave persan non musulman) dans la mosquée alors qu’on s’apprêtait à effectuer la prière de l’aube (Salat Al-Fajr). Après sa mort, un troisième calife est désigné par consultation des compagnons de Mahomet : Uthman (644-656). Le quatrième calife est Ali, cousin et gendre du prophète de l'islam (656-661). Les khoulafah Rachidoune ou bien les « quatre califes bien guidés » est un terme employé dans l'islam sunnite et en règle générale pour se rapporter aux quatre premiers califes.

## Les Omeyyades (661-750)
Les Omeyyades (ou Umayyades) sont une dynastie de califes qui gouvernent le monde musulman de 661 à 750, établissant leur capitale à Damas. Ils tiennent leur nom d'un de leurs ancêtres, Umayya. Ils appartiennent à la tribu des Quraychites, tribu dominante à La Mecque au temps de Mahomet. Après s'être opposés à celui-ci, ils le rejoignent au dernier moment.
Les Omeyyades sont liés avec le troisième calife, Uthman. Quand celui-ci est assassiné, des opposants portent au pouvoir Ali, cousin et gendre de Mahomet. Tous ceux qui étaient liés à Uthman crient alors vengeance, notamment l'omeyyade Mu`âwîya, alors gouverneur de Syrie. À la suite de quelques combats, Ali est écarté du pouvoir par un arbitrage, et Muawiya est proclamé calife par les Syriens (661). Ali ayant été assassiné la même année par les kharidjites, plus rien ne s'oppose ensuite au règne des califes omeyyades.

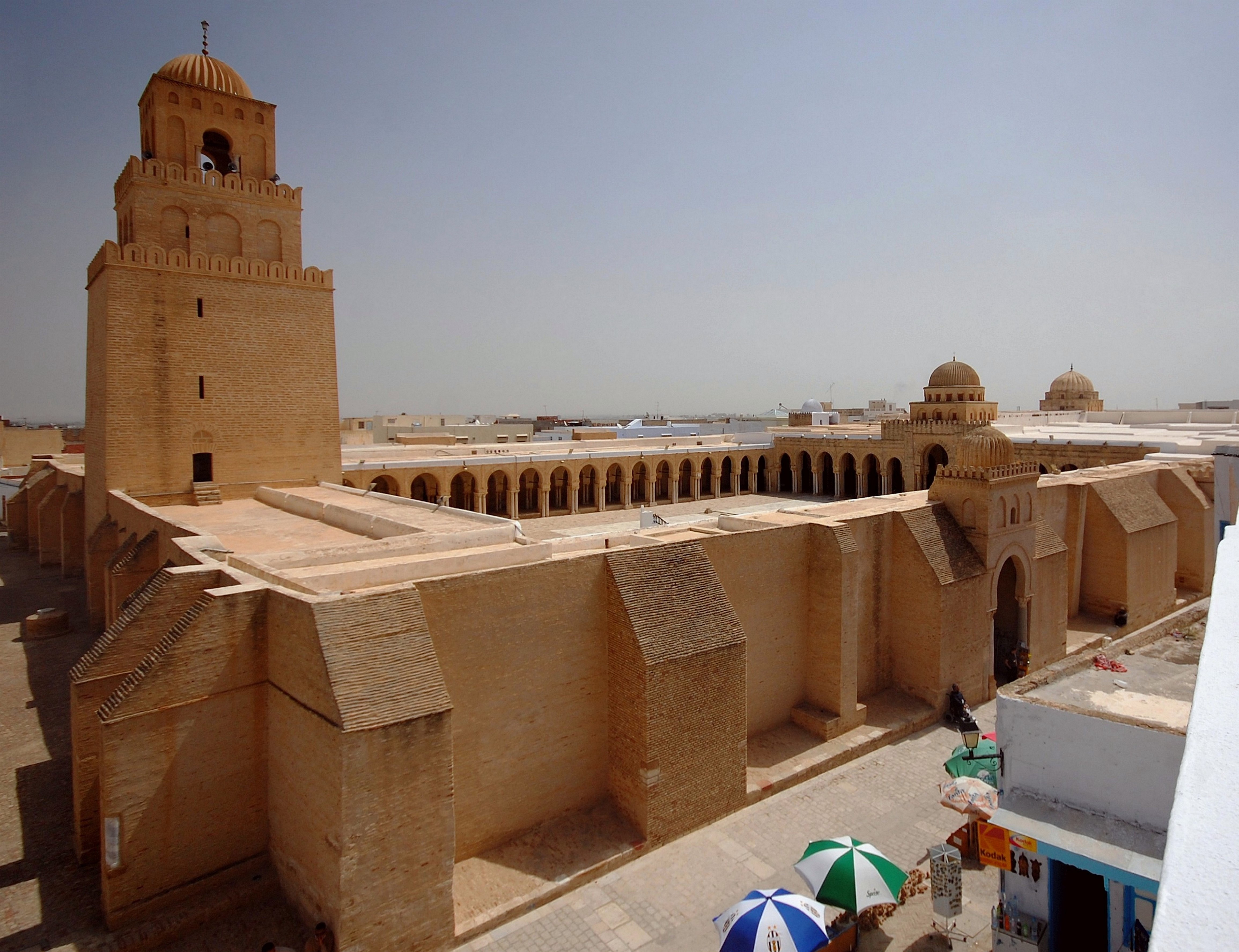
Vue de la grande mosquée de Kairouan également appelée mosquée Oqba Ibn Nafi ; fondée en 670 par le général omeyyade Oqba Ibn Nafi (mais son aspect actuel date essentiellement du IXe siècle), elle est la plus ancienne et la plus prestigieuse mosquée de l'Occident musulman et témoigne de l'expansion du califat omeyyade au Maghreb. La grande mosquée de Kairouan est située dans la ville de Kairouan en Tunisie.

Cependant, à partir des années 680, une série de troubles internes faillit mettre fin à cette dynastie, mais elle réussit toujours à reprendre le dessus :
En 680, à la mort de Muawiya, les notables de la ville majoritairement chiite de Koufa, en Mésopotamie, veulent mettre sur le trône Husayn, second fils d'Ali. Ils sont écrasés à Kerbala par une armée omeyyade. En 683, un notable quraychite, Abd Allah ben az-Zubayr, soulève en Arabie les deux villes saintes de La Mecque et Médine, et étend son pouvoir jusqu'à la ville de Basra (Bassora), en Irak. En même temps, une révolte organisée par Mukhtar au nom d'un des fils d'Ali éclate à Kufa. De plus, divers groupes kharidjites suscitent des désordres en Arabie méridionale, en Iran central et en Haute Mésopotamie.
Heureusement pour les Omeyyades, les divers groupes insurgés n'ont aucune union entre eux. Les Kharidjites ne s'étendent pas hors des déserts ; Abd Allah est vaincu par le calife Abd al-Malik, tandis que Mukhtar est écrasé par le frère d'Abd Allah, qui gouverne Basra.
Les adversaires du régime l'accusent d'impiété pour diverses raisons :
- il avait usurpé la place et versé le sang de la famille du prophète de l'islam ;
- il aurait été trop indifférent à l'islam et à ses règles, notamment en négligeant de convertir les populations conquises.

Grâce aux conquêtes, le califat omeyyade connaît une vaste expansion ; il s'étend à l'ouest au Maghreb (fondation de Kairouan dans l'actuelle Tunisie) et à l'Espagne, alors qu'à l'est, il annexe la Transoxiane et le Sind.
Les Omeyyades ont longtemps préféré faire payer aux non-musulmans des impôts (capitation et impôt foncier) plutôt que de les convertir. Cependant les successeurs d'`Abd al-Malik choisirent une solution plus souple : on encourage les conversions, et pour les convertis la capitation est remplacée par l'aumône légale du croyant; mais l'impôt foncier est maintenu sur leurs terres (sous prétexte que celles-ci n'étaient pas converties).
Les Omeyyades sont ensuite détrônés en 750 par les Abbassides, qui fondent leur propre dynastie. Presque tous les membres de la famille sont massacrés, mais le prince `Abd ar-Rahman Ier, réussit à s'enfuir, à gagner l'Espagne et à y établir une nouvelle dynastie à Cordoue. L'émir `Abd al-Rahman III prend le titre de calife en 929, affirmant ainsi la complète indépendance de Cordoue.

## Les Abbassides (750-1258)
La nouvelle dynastie abbasside conserve la fonction de calife jusqu'au XVIe siècle, mais ces califes n'exercent la réalité du pouvoir que durant certaines périodes limitées.

### Apogée et déclin (750-945)
Les commencements du règne abbasside sont marqués par une réforme de l'empire prenant mieux en compte les populations non arabes et non musulmanes. C'est également une époque de développement urbain, symbolisé par la nouvelle capitale, Bagdad, fondée par Al-Mansûr en 762. Cependant, le pouvoir est rapidement déstabilisé, en particulier par la forte présence de mercenaires turcs dans l'armée et dans la garde du calife. Les tensions provoquées par cette situation amènent les califes à déplacer la capitale à Samarra entre 836 et 883.
Par ailleurs, dès le IXe siècle, l'autorité du calife s'estompe à la périphérie de l'empire. La Tunisie et la Tripolitaine prennent leur autonomie sous la conduite des Aghlabides, l'Égypte sous celle des Toulounides. La Transoxiane et le Khorasan se trouvent successivement sous la domination des Tahirides, des Saffarides puis des Samanides.
Le pouvoir abbasside achèvent de s'affaiblir avec la fondation du califat schismatique fatimide, mais surtout, en matière de politique interne, avec l'importance croissante des vizirs et des émirs turcs. En 936 est créée la fonction de grand émir dont le pouvoir est très étendu, tant dans le domaine militaire que dans les finances.

### Le califat sous tutelle (945-1180)
Après s'être réduit progressivement, le statut du calife ne fut plus que celui, symbolique, de « commandeur des croyants », et la réalité du pouvoir politique fut assurée par des dynasties non arabes.

#### Les Bouyides (945-1055)
La famille des Bouyides, d'origine iranienne, s'empare en 945 de la fonction de grand émir et domine essentiellement l'Irak et l'Iran.

#### Les Seldjoukides (1055-1180)
Au début du XIe siècle, la tribu turque des Oghouzes, dominée par le clan des Seldjoukides, envahit les provinces orientales de l'empire arabe puis l'Iran. En 1055, leur chef Tuğrul Bey prit Bagdad et se fait reconnaître comme sultan. Son ambition affichée est de réinstaurer la légitimité d'un pouvoir sunnite face aux Bouyides chiites et au califat fatimide qui a progressé vers l'Égypte puis jusqu'en Syrie et au Hedjaz, et de reprendre possession au nom du calife les villes saintes de La Mecque, de Médine et de Jérusalem.
De fait, le pouvoir seldjoukide s'empare de la Syrie (mais les Croisés prennent Jérusalem en 1099) et l'Asie mineure. Mais rapidement des rivalités se font jour entre les différents clans turcs et le pouvoir des sultans diminue.

### Le renouveau du pouvoir abbasside (1180-1258)
Le déclin des sultans seldjoukides permet au calife An-Nasir de restaurer son autorité sur l'Irak. Mais l'invasion mongole de 1258-1260 et l'exécution d'Al-Musta'sim mettent un terme définitif au pouvoir abbasside.

## Les Fatimides (909-1171)

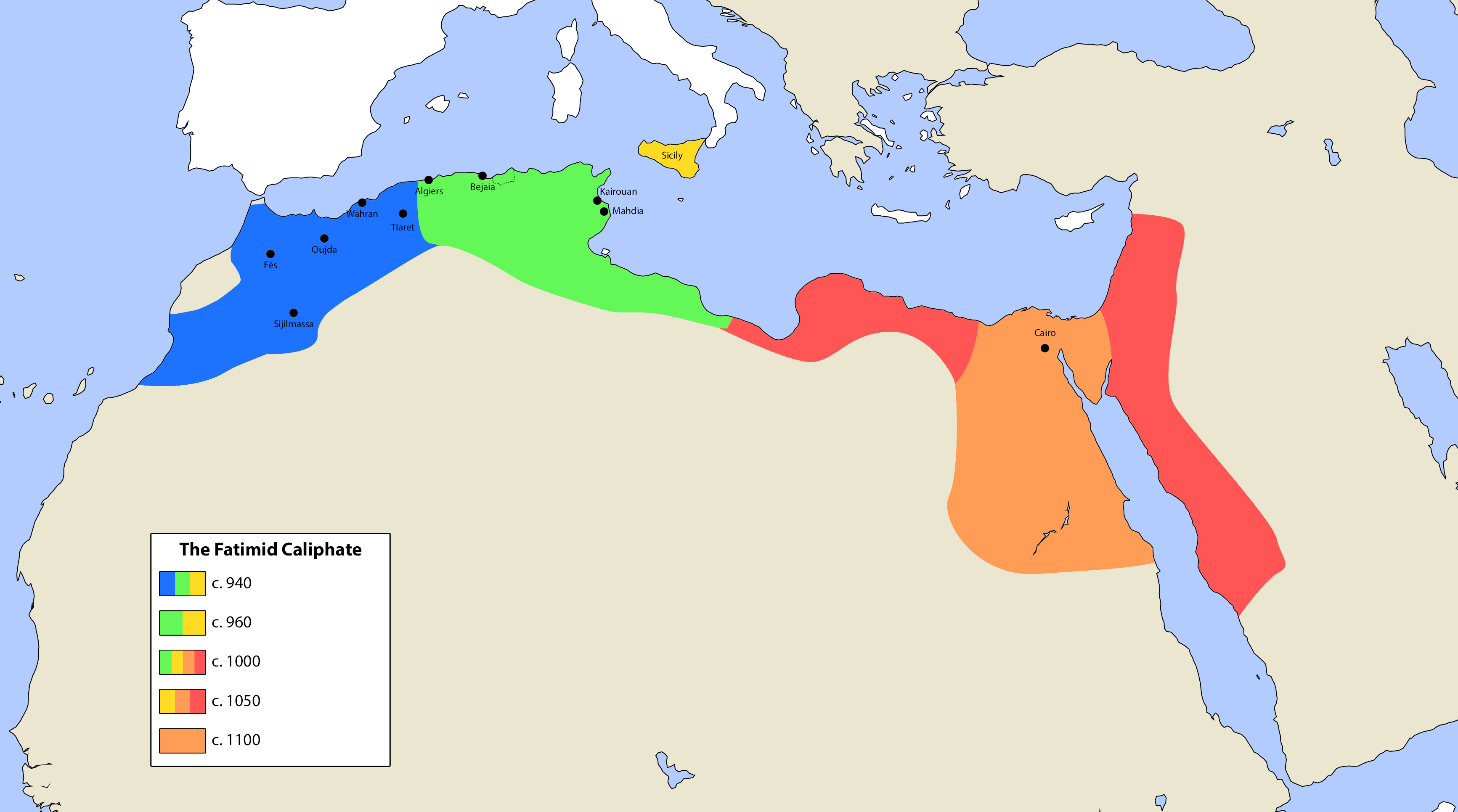
Carte de l'empire Fatimides (chronologique)

Les Fatimides (également appelés Obeydides ou Banu Ubayd depuis le Manifeste de Bagdad) forment une dynastie califale chiite ismaélienne qui règne, depuis l'Ifriqiya (entre 909 et 969) puis depuis l'Égypte (entre 969 et 1171), sur un empire qui englobe une grande partie de l'Afrique du Nord, la Sicile et une partie du Moyen-Orient.
Issus de la branche religieuse chiite des ismaéliens — pour laquelle le calife doit être choisi parmi les descendants d'Ali, cousin et gendre du prophète de l'islam Mahomet, les Fatimides considèrent les Abbassides sunnites comme des usurpateurs de ce titre. L'établissement de leur califat débute au Maghreb, grâce à l'appui des Berbères Kutama, grande tribu établie à l'Est de l'actuelle Algérie qui va renverser le pouvoir local Aghlabide. Après un intermède en Ifriqiya, ils finissent par s'établir dans la ville du Caire qui pendant leur règne prend un essor considérable.
Voir Fatimides et Califat fatimide

### Prétention au califat en Afrique du Nord et en Andalousie (929-1269)

#### Le califat de Cordoue (929-1031)
Le califat de Cordoue est le califat occidental sur lequel a régné la branche des Omeyyades dite des Omeyyades de Cordoue, concurrent des Abbassides dans la civilisation islamique alors à son apogée. Le califat de Cordoue est fondé par des Omeyyades exilés après leur renversement en Orient par les Abbassides. Son extension maximale atteint plus de 80 % de la péninsule Ibérique et une partie de l'Afrique du Nord et fait suite aux invasions musulmanes en Europe occidentale.
Le nom « califat occidental » correspondant à Cordoue s'oppose au califat abbasside situé à Bagdad, puis au califat fatimide du Caire pendant la période de leur coexistence.
Voir Califat de Cordoue

## Les Almohades (1147-1269)
Les Almohades sont un mouvement religieux fondé au début du XIIe siècle, dont est issue la dynastie éponyme d'origine berbère qui gouverne le Maghreb et al-Andalus entre le milieu du XIIe siècle et le XIIIe siècle.
Le mouvement religieux des Almohades est fondé vers 1120 à Tinmel par Mohammed ibn Toumert, appuyé par un groupe de tribus masmoudiennes du Haut Atlas marocain principalement des Masmoudas. Ibn Toumert prône alors une réforme morale puritaine et se soulève contre les Almoravides au pouvoir à partir de son fief de Tinmel.
À la suite du décès d'Ibn Toumert vers 1130, Abd al-Mumin prend la relève, consolide sa position personnelle et instaure un pouvoir héréditaire, en s'appuyant sur les Koumyas de la région de Nedroma dans l'ouest algérien ainsi que les Hilaliens. Sous Abd al-Mumin, les Almohades renversent les Almoravides en 1147, puis conquièrent le Maghreb central hammadide, l'Ifriqiya (alors morcelée depuis la chute des Zirides) et les Taïfas. Ainsi, le Maghreb et l'al-Andalus sont entièrement sous domination almohade à partir de 1172.
À la suite de la bataille de Las Navas de Tolosa en 1212, les Almohades sont affaiblis et leur empire se morcelle au profit des rois des Taïfas en al-Andalus des Zianides du Maghreb Central et des Hafsides, et voit l'émergence des Mérinides au Maghreb al-Aksa qui prennent Fès en 1244. Les Almohades, qui doivent désormais payer tribut aux Mérinides et ne contrôlent plus que la région de Marrakech, sont finalement éliminés par ces derniers en 1269.
Voir Almohades

## Fin des califats et période des sultanats (1261-1517)

### Le sultanat mamelouk (1261-1517)
Al-Mustansir, un membre de la famille abbasside, se réfugie en Égypte où Saladin avait détruit la dynastie fatimide en 1171 et que dirigeaient les Mamelouks depuis 1250. Le sultan mamelouk Baybars fait reconnaître Al-Mustansir comme calife afin de légitimer son autorité politique. Mais, de fait, la lignée de calife qui subsiste sous le sultanat mamelouk n'a plus la moindre parcelle de pouvoir et possède un titre purement honorifique. En 1517, le sultan ottoman Sélim Ier conquiert l'Égypte, mettant fin au sultanat mamelouk.

Drapeau des Mamelouk

### Le sultanat ayyoubide (1171-1250)
Le Sultanat ayyoubide fut un sultanat dirigé par la dynastie ayyoubide qui détrône le califat fatimide, sous l'impulsion de son premier sultan, Saladin, dans le contexte des croisades, et règne de 1171 à 1341. Son territoire s’étendait autour de l'Égypte actuelle et eut d'ailleurs Le Caire pour première capitale.

Drapeau des Ayyoubide

### Les sultanats et califats occidentaux
- Les Marînides (1269-1465)
- Les Zianides (1235–1556)
- Les Hafsides (1228-1574)
- Les Zaydânides ou Saadiens (1510-1659)
- Les Alaouites (1668-aujourd'hui)

## Les temps ottomans (1517-1924)
En 1517, Selim Ier s'empare du Caire, et envoie le calife de l'époque, al-Mutawakkil, en résidence surveillée à Constantinople, sa régence au Caire est assurée par son père al-Mustamsik, qui avait abdiqué en sa faveur en 1506. Al-Mutawakkil revient d'exil en 1521, reprend la dignité califale et meurt en 1541. Une tradition datant de la fin du XVIIIe siècle rapporte que la dynastie ottomane a voulu perpétuer l'institution suprême de l'islam en assumant à son tour le titre de calife. Ce fait est invérifiable et largement mis en doute par les historiens arabes.
Le titre de calife ressort du sommeil dans l'espace dominé par les Ottomans seulement en 1774, lors des négociations du traité de Kücük Kaynarca avec la Russie. L'une des clause met fin à la souveraineté ottomane sur la Crimée. Il est toutefois précisé que le sultan conserve une autorité morale et spirituelle sur les musulmans de la région en tant que « grand calife des mahométans » (imâm al-mu'mimîn ve khalîfat al-Muwahhidîn). Dans un contexte d'affaiblissement de l'empire face aux puissances européennes, cette occasion de revivifier la vieille institution califale, donnant une légitimité religieuse, plus grande que la légitimité armée, est saisie par les Ottomans. Les Russes s'en rendent d'ailleurs très vite compte et suppriment l'expression gênante lors de la révision du traité en 1783. Cela ouvre à l'Empire ottoman la possibilité de s'ingérer dans les affaires des sujets musulmans d'autres pays. Le sultan en plus de son autorité politique dispose désormais d'une puissance religieuse certaine, contrôlant la formation et la nomination des oulémas et des juges, ainsi que la prononciation de son nom à la fin de la khutba du vendredi.
Au XIXe siècle, une des deux grandes conceptions de ce que doit être l'Empire repose sur un système politique fondé sur l'islam, dirigé par un sultan-calife respectueux de la charia (l'autre voulant un État moderne, une monarchie constitutionnelle reposant sur l'idéologie des Lumières, notamment sur les concepts de souveraineté de la loi, de citoyenneté et d'égalité). Des groupes politiques, comme les Jeunes Ottomans, adhérent à cette conception, un de leurs intellectuels principaux, Nâmiq Kamâl, propose par exemple une « union de l'Islam » sous l'égide du califat, à l'image des Italiens, des Slaves ou des Allemands, les croyants étant une nation comme les autres, avec la même religion et la même culture, et donc devant obéir au même État. Le califat voit sa dimension religieuse éludée au profit de sa dimension politique. Ces idées sont très à la mode en 1876, au moment où le sultan ottoman Abdülhamid II monte sur le trône. Il tente alors de mettre en place cette politique, qualifiée de « panislamique ». La constitution de 1876 affirme que « le sultan en tant que calife est protecteur de la religion musulmane ».
Le coup d'État des Jeunes-Turcs en 1908-1909 sonne le glas de la puissance des souverains ottomans, désormais presque otages. Les putschistes n'abandonnent pourtant pas l'important outil politique que constitue le califat, obtenant par exemple que le nom du sultan continue d'être prononcé à la fin de la prière, et que les juges locaux soient toujours nommés par Constantinople dans les régions de Libye et des Balkans perdues en 1912 et 1913.
Dès le début de la Grande Guerre en 1914, les Jeunes-Turcs font émettre des fatwas qui proclament le Djihad contre l'Entente et exhortent les musulmans du monde à rejoindre les forces califales. Cet appel, pourtant relayé intensément par la propagande allemande et ottomane, sera un échec total. La politique panislamique a échoué.
Cette politique a inquiété Paris et Londres, ces deux puissances tentant de légitimer des « contre-califes », la France au Maroc, qu'elle maintient sous son protectorat, et la Grande-Bretagne d'abord au Caire avec la conquête de l’Égypte en 1882, puis à La Mecque avec l'éclatement de la Grande Guerre. Ce projet est abandonné quand Constantinople tombe entre les mains anglaises, et avec elle le sultan-calife.
L'échec du panislamisme, associé à la défaite dans la Première Guerre mondiale et au dépeçage de l'empire par les Alliés, notamment au Traité de Sèvres, fait se tourner les élites turcophones vers la solution nationaliste, représentée par Mustafa Kemal Atatürk.
Celui-ci tente tout d'abord, comme les Jeunes-Turcs, d'utiliser le califat à son avantage, en mobilisant les musulmans du monde contre les Occidentaux. À l'automne 1919, il fonde une société secrète nommé « al-Muvahhidîn » (les Monothéistes) dont le but est la création d'une fédération d'États musulmans. C'est un échec, le sultan-calife Mehmed VI refusant de la patronner. Mustapha Kemal et son entourage, influencés par la Révolution française et se méfiant de la monarchie ottomane, prennent alors cette décision comme prétexte pour considérer celui qu'ils appellent « le sultan-calife des Anglais » comme un traitre. La formation de la Grande assemblée nationale de Turquie par Kemal et les nationalistes en avril 1920 et les trois années de guerre qui s'ensuivent portent d'abord un coup fatal au sultanat, le 1er novembre 1922, puis au califat le 3 mars 1924.
Entre ces deux dates, le calife a été conservé en tant que simple chef spirituel, dénué de tout pouvoir politique. Mehmed VI n'acceptant pas cette déchéance, il est remplacé par son cousin Abdul-Medjid le 17 novembre 1922. Plusieurs groupes politiques soutenant la monarchie s'organisent et veulent utiliser l'islam et le califat pour gagner des soutiens et remettre le sultan sur le trône. En novembre 1923, une vaste campagne de diffamation et de dénigrement est lancée par le gouvernement de Kemal contre la famille du calife, l'associant à des conspirations étrangères pour renverser la République. Le 3 mars 1924, la Grande assemblée nationale vote officiellement la fin du califat et le bannissement de tous les membres mâles de la famille impériale. Abdul-Medjid est déposé de son titre de calife le 3 mars 1924.
Le dernier et 101e calife (en partant d'Abu Bakr) de la maison ottomane, Abdul-Medjid, meurt en exil à Paris, en 1944. Il est enterré dans la ville sainte de l'islam, Médine, en Arabie Saoudite.

## Fin du califat (1924)
Après le démantèlement de l'Empire ottoman, le califat est aboli le 3 mars 1924.
Le 5 mars 1924, une tentative pour le rétablir est lancée par le chérif de La Mecque Hussein ben Ali (aïeul de la dynastie régnant actuellement en Jordanie), allié des Britanniques durant la Première Guerre mondiale. Son objectif est la fonction de calife du monde musulman. Cette auto-proclamation unilatérale effraie plusieurs états de la région, notamment le sultanat du Nejd, puissance régionale, sur laquelle règne la dynastie des Saoud (à l'époque Abdel Aziz ibn Saoud). Avec la complicité des Britanniques, l'armée du Nejd se lance dans une rapide campagne à la fin de 1924 qui aboutit à la prise de La Mecque le 13 octobre 1924 et à la conquête du reste du Hedjaz. Hussein s'exile, le califat hachémite est terminé.
Une autre tentative est menée par Fouad Ier, devenu monarque constitutionnel d'une Égypte dominée par les Britanniques en 1922. Trois semaines après l'abolition du califat, il fait prononcer son nom à la fin de la khutba dans toutes les mosquées du royaume. Il incite des intellectuels, des oulémas et des journalistes à populariser l'idée d'un califat égyptien. Un comité d'oulémas se met en place pour organiser un congrès musulman afin d'élire un nouveau calife, c'est-à-dire le roi d’Égypte. Mais les forces modernistes y voient une manœuvre pour rétablir l'absolutisme et outre-passer ses prérogatives constitutionnelles. Cela choque une grande partie de l'élite qui désire un état moderne et indépendant. L'opposition s'organise autour du parti Wafd et des libéraux constitutionnels. Après plusieurs mois de débats et de lutte de factions, le roi renonce à ses prétentions califales au printemps 1925.
Des historiens et des spécialistes du monde musulman considèrent qu'il n'existe plus après 1925 ni calife ni califat sur tout ou une grande partie du monde musulman,.

## AuXXIesiècle
Au XXIe siècle, la volonté de restauration du califat est présente dans un certain nombre de formations politiques. Certaines organisations souhaitent y parvenir par la voie politique et d'autres souhaitent y parvenir par la guerre. À ce jour, il n'existe aucune démarche politique visant à fusionner tous les pays musulmans (hormis les initiatives des courants jihadistes).

### Islam politique
Certains mouvements panislamiques de l'islam politique, comme le Hizb ut-Tahrir ou les Frères musulmans, ont dans leur programme politique la volonté de restaurer le califat.

### Jihadisme
De nombreux mouvements jihadistes ont pour projet politique la restauration du califat, qu'ils partagent avec les mouvements issus de l'islam politique dont Al-Qaïda qui utilise la violence pour y parvenir.
Le dimanche 29 juin 2014, l'État islamique en Irak et au Levant a été le premier des mouvements jihadistes à prétendre avoir rétabli le califat en proclamant calife son chef Abou Bakr al-Baghdadi, sous le nom d'Ibrahim, le mouvement jihadiste exigeant de tous les musulmans de lui prêter serment d'allégeance. Quelques groupes jihadistes à travers le monde acceptent de se ranger derrière lui. Après la mort d'al-Baghdadi, un nouveau « calife » de l'État Islamique lui succède en la personne d'Abou Ibrahim al-Hachimi al-Qourachi.
Henry Laurens, historien du monde arabe au Collège de France, parle à ce propos d'« invention de la tradition » au sens où « ce califat est aussi imaginaire que la façon dont Hollywood représente le Moyen Âge […] on est en plein imaginaire de seconde zone […] puisque ça n'a rien à voir avec la réalité historique du califat ».